# Geschützter Landschaftsbestandteil Quellregion Kohlseifen
Der Geschützte Landschaftsbestandteil Quellregion Kohlseifen mit 1,42 ha Flächengröße liegt nordöstlich von Winterberg. Das Gebiet wurde 2008 bei der Aufstellung vom Landschaftsplan Winterberg durch den Kreistag des Hochsauerlandkreises als Geschützter Landschaftsbestandteil (LB) ausgewiesen. Der LB ist umgeben vom Landschaftsschutzgebiet Winterberg. Der LB liegt nördlich vom Berg Ruhrkopf.

## Gebietsbeschreibung
Es handelt sich um die Quellregion eines namenlosen Baches mit einem geschwungenen, örtlich versumpften Siepen in einem schwach geneigten Hang. Im LB liegen großflächig Sickerquellen in einem Bereich aus Feuchtgrünlandbrachen, Weidengebüsch und moosreichen Quellfluren. Der namenlose Baches wird 200 m unterhalb des LBs zusammen mit einem westlich gelegenen Quellsiepenbach zum Kohlseifenbach. Der Kohlseifenbach ist der erste größeren Zufluss der Ruhr. Im LB gibt es seltenen Pflanzenarten. Die Quellregion ist ein gesetzlich geschütztes Biotop nach § 30 BNatSchG. Der LB ist umgeben von Fichtenwald.